# هایابوسا ۲
هایابوسا ۲ (به ژاپنی: はやぶさ 2) به معنی شاهین، (به انگلیسی: Hayabusa two)، یک مأموریت بازگرداندن نمونهٔ سیارک ریوگو ۱۶۲۱۷۳ توسط آژانس فضایی ژاپن، جاکسا است. این مأموریت ادامهٔ برنامهٔ هایابوسا که یک مأموریت آوردن نمونه از یک سیارک در سال ۲۰۱۰ بود و با توجه به نقاط ضعف و موفقیت‌های آن فضاپیما و استفاده از درس‌های آموخته شده از آن مأموریت است. هایابوسا ۲ در ۳ دسامبر ۲۰۱۴ راه‌اندازی شد و در ۲۷ ژوئن ۲۰۱۸ به سیارک ریوگو ۱۶۲۱۷۳؛ یک سیارک نزدیک به زمین، رسید. این فضاپیما سیارک را برای یک سال و نیم بررسی کرد و از آن نمونه برداشت. در نوامبر ۲۰۱۹ از مدار این سیارک خارج شد. در دسامبر ۲۰۲۰ بازگشت خود را به سوی زمین آغاز کرد.

## مأموریت
راه‌اندازی این مأموریت در ابتدا برای ۳۰ نوامبر ۲۰۱۴ (۱۳:۲۳ به وقت محلی) برنامه‌ریزی شده بود، اما تا ۳ دسامبر ۲۰۱۴ ۰۴:۲۲ یوتی‌سی (۴ دسامبر ۲۰۱۴ ساعت ۱۳:۲۲:۰۴ محلی) به تعویق افتاد.
هدف این مأموریت سیارک ۱۶۲۱۷۳ ریوگو است که پیش‌تر به نام ۱۹۹۹ JU3 ثبت شده‌بود. هایابوسا۲ برابر با برنامهٔ پیش‌بینی شده در ۲ ژوئیهٔ سال ۲۰۱۸، به هدف رسید تا برای یک سال و نیم به بررسی این سیارک بپردازد، در دسامبر ۲۰۱۹ سیارک را ترک کند. بازگشت آن به زمین در دسامبر سال ۲۰۲۰ بود
هایابوسا ۲ در ششم دسامبر ۲۰۲۰ نمونه‌های به دست آمده از سیارک ریوگو ۱۶۲۱۷۳ را در استرالیا به فرود درآورد.
این فضاپیما ویژگی‌های از موتورهایی با پیشرانه یونی، تکنولوژی هدایت و ناوبری پیشرفته و به روز شده، آنتن و سیستم‌های تنظیم حالت برخوردار است. عملیاتی که در سیارک ریوگو انجام خواهد شد مشابه مأموریت هایابوسای پیشین است، با این تفاوت که این‌بار با یک وسیلهٔ انفجاری به حفاری در سطح سیارک برای دسترسی به مواد نمونهٔ تازه نیز اقدام خواهد شد.
هایابوسا ۲ چندین بار علمی برای سنجش از راه دور، نمونه‌برداری، و همچنین چهار دستگاه سطح‌نورد کوچک با خود دارد که از آن‌ها برای بررسی سطح سیارک و کسب اطلاعات محیط‌زیستی و زمین‌شناسی نمونه‌های جمع‌آوری شده و بررسی آن‌ها استفاده می‌کند.
هایابوسا ۲ نخستین کاوشگری بود که از سطح یک سیارک، عکس‌برداری کرد.
هایابوسا ۲ مجموعاً ۵٫۲۴ میلیارد کیلومتر (۳٫۲۶ میلیارد مایل) پرواز کرد.
کپسول حاوی نمونه‌های سیارک در ۵ دسامبر ۲۰۲۰ با سقوط در پایگاه نیروی هوایی استرالیا در وومرا، استرالیای جنوبی، نمونه‌های جمع‌آوری شده را به زمین بازگرداند.

## هزینه
پس از موفقیت نسبی هایابوسا، جاکسا آغاز به بررسی یک مأموریت جانشین احتمالی در سال ۲۰۰۷ کرد. در ژوئیه ۲۰۰۹ مکوتو یوشیکاوا (Makoto Yoshikawa) از بنیاد جاکسا پیشنهادی با عنوان «ادامهٔ مأموریت بازگرداندن نمونهٔ هایابوسا» تهیه و ارائه داد. در اوت ۲۰۱۰، جاکسا تأیید دولت ژاپن را برای آغاز ایجاد و تکمیل هایابوسا۲ دریافت کرد. هزینهٔ برآورد شدهٔ پروژه در سال ۲۰۱۰ برابر ۱۶٫۴ میلیارد ین (۱۴۶ میلیون دلار آمریکا) بود.